# Erik Goeddel
Erik Van Norman Goeddel (né le 20 décembre 1988 à San Mateo, Californie, États-Unis) est un lanceur droitier qui a évolué dans la Ligue majeure de baseball pour les  Mets de New York, les Mariners de Seattle et les Dodgers de Los Angeles entre 2014 et 2018. 
Il est le frère aîné du joueur de baseball Tyler Goeddel.

## Carrière
Joueur des Bruins de l'université de Californie à Los Angeles, Erik Goeddel est repêché au 24e tour de sélection par les Mets de New York en 2010. 
Il fait ses débuts dans le baseball majeur comme lanceur de relève pour les Mets le 1er septembre 2014 face aux Marlins de Miami : il est forcé d'accorder un but-sur-balles intentionnel à Giancarlo Stanton, le premier frappeur qu'il affronte, puis pousse un des coureurs adverses au marbre avec un but-sur-balles non intentionnel donné à Casey McGehee avec les buts remplis,.
Il maintient une moyenne de points mérités de 2,43 en 33 manches et un tiers lancées, avec 34 retraits sur des prises, à sa saison recrue avec les Mets en 2015.
En 104 manches et deux tiers lancées en 110 matchs pour les Mets de 2014 à 2017, sa moyenne de points mérités se chiffre à 3,96.
En décembre 2017, il est mis sous contrat par les Rangers du Texas.